# 卢旺达-基隆迪语
卢旺达-基隆迪语是一个隶属于班图语支、使用于中部非洲的方言连续体。这一语言中的邻近方言具有相互理解性，但其中位置较远的方言则可能不具备该特性。卢旺达-基隆迪语中的卢旺达语和基隆迪语分别是卢旺达和布隆迪的官方语言。在卢旺达-基隆迪语的其他方言中，金亚布威沙语和金亚穆伦奇语分别使用于刚果（金）的北基伍省和南基伍省，而鲁丰比拉语则使用于乌干达基索罗区的巴丰比拉。哈语是在卢旺达-基隆迪语支中使用最广泛的方言。